# Hjälpverb
Hjälpverb är en typ av verb som överordnas en infinit verbfras som innehåller satsens huvudverb. Hjälpverbet används för att modifiera någon del av den process som huvudverbet uttrycker, eller ange talarens attityd till den. Svenskan har ett trettiotal hjälpverb, men i och med att de har så centrala funktioner för språket är många av dem mycket högfrekventa. Svenska hjälpverb delas in i följande fem grupper: 
- Temporala hjälpverb används för att ändra satsens tempus. (Jag har byggt. Jag ska bygga.)
- Passivbildande hjälpverb används för att ändra satsens diates till passiv. (Huset blir byggt.)
- Modala hjälpverb används för att uttrycka huruvida satsens modalitet, det vill säga huruvida den är sann, möjlig, nödvändig eller avsiktlig. (Jag kan/måste/vill bygga ett hus.)
- Aktionella hjälpverb används för att uttrycka satsens aktionsart, det vill säga en viss fas av processen (Jag börjar/fortsätter/slutar bygga ett hus.).
- Kausativa hjälpverb används för att uttrycka att subjektet orsakar verbprocessen hos någon eller något annat. (Jag låter bygga ett hus.)[1][2]